# 그라운드 플로어
《그라운드 플로어》(영어: Ground Floor)는 2013년 11월 14일부터 2015년 2월 10일까지 TBS에서 방영중인 시트콤이다.